# Vlag van Foudgum

Vlag van Foudgum

De vlag van Foudgum is de dorpsvlag van het Nederlandse dorp Foudgum, in de Friese gemeente Noardeast-Fryslân. De vlag werd in 1988 geregistreerd.
De dorpsvlaggen van 28 dorpen in Dongeradeel werden op 28 januari 1988 goedgekeurd door de gemeenteraad van de vroegere gemeente Dongeradeel.

## Beschrijving
De beschrijving van de vlag is als volgt:
Geel, met een blauwe broekschuinbaan van een derde vlaghoogte en daarop een gele penhouder-met-pen van het wapen.
De kleuren zijn afkomstig van het dorpswapen.

## Symboliek

Blauwe schuinbaan: verwijst naar de golvende schuinbalk van het wapen van Westdongeradeel, de gemeente waar het dorp eertijds tot behoorde.[4] Tevens staat het voor de Dokkumerwei die het dorp doorkruist.
- Kroontjespen: symbool voor dominee en dichter François Haverschmidt. Foudgum was zijn eerste parochie waar hij predikte van 1859 tot 1862.[4]